# 肉垂鳳冠雉
肉垂鳳冠雉（Crax globulosa）是分佈在南美洲亞馬遜盆地偏遠潮濕森林的鳳冠雉科。

## 特徵及分類
肉垂鳳冠雉長82-89厘米，重2.5公斤。

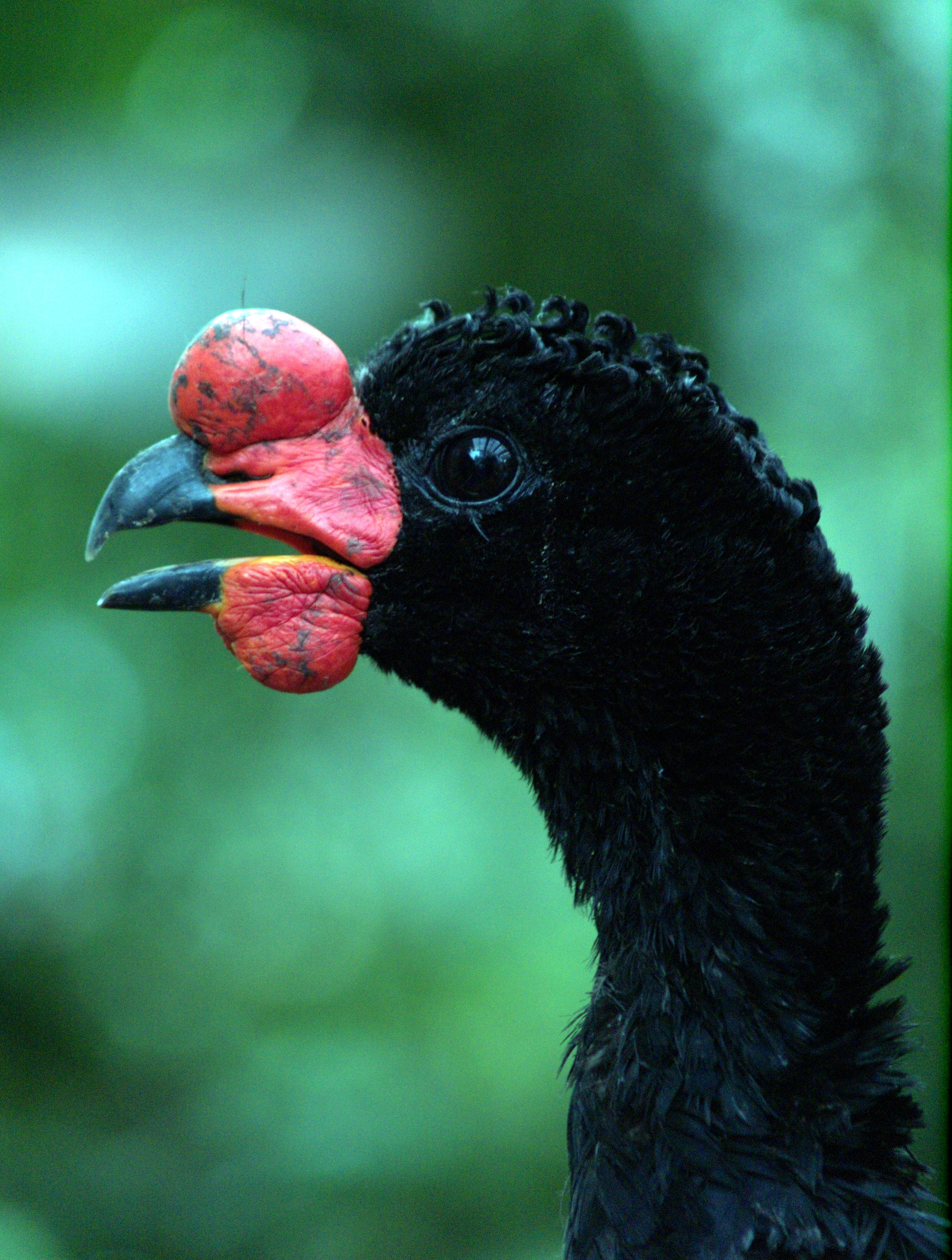
雄雞的頭部及頸部。

肉垂鳳冠雉是南方鳳冠雉屬中最古老的分支，源自於600-550萬年前中新世晚期。雖然有指牠們的近親是紅嘴鳳冠雉，但牠們似乎是分支中較為基底的，並沒有特別的近親。牠們與紅嘴鳳冠雉的相似性很有可能就是最普遍的祖徵。
曾有肉垂鳳冠雉與藍嘴鳳冠雉的混種出現。

## 分佈
肉垂鳳冠雉分佈在亞馬遜盆地的西及西南部，以雅普拉河、索利蒙伊斯河、亞馬遜河、馬德拉河及安地斯山脈海拔300米為界。
肉垂鳳冠雉的北方分佈地主要是亞馬遜河。牠們分佈由秘魯北部馬拉尼翁河接壤亞馬遜河的地方，至上游厄瓜多爾東部。另外在哥倫比亞及厄瓜多爾交界亦有牠們的群族聚居。一般而言，除了這兩個細小的群族外，牠們都沒有在哥倫比亞出沒。
在最東面的分佈地，由馬德拉河上游至玻利維亞，肉垂鳳冠雉分佈在馬德拉河的支流區域。在巴西，牠們只在亞馬孫的野外生活。牠們最東北的分佈地是在亞馬遜河、馬德拉河、尼格羅河及普魯斯河區域。
肉垂鳳冠雉在野外的數量很稀少，因失去棲息地及被獵殺而被列為易危。

## 外部連結
- BirdLife Species Factsheet （页面存档备份，存于）
- Internet Bird Collection
- 肉垂鳳冠雉的相片 （页面存档备份，存于）